# 陳本 (曹魏)
陈本（?—?），字休元，临淮郡东阳县（今安徽省天长市）人，三国时曹魏官员。

## 生平
父親陳矯曾一度被劉曄仗著特進身份誣陷，並將這形勢告訴給自身和弟弟陳騫，陳本想不出甚麼主意，陳騫覺得父親在這情況下最多不能擔任三公而已，結果魏明帝曹叡果然沒有因讒言而難為陳矯。
陈本嗣袭父爵东乡侯。历任郡守、九卿。在任重视纲领，能举大体，能使属下尽力效命。有统御才能，不亲自处理小事，不读法律而得廷尉之称，比司马岐等优越，精练文理。后来在任镇北将军，假节都督河北诸军事。去世后，儿子陈粲嗣东乡侯。弟弟陈骞，咸熙年间为车骑将军。晋朝建立，官至太傅，封高平郡公。

## 子
陈粲，嗣东乡侯。